# Erich Herrmann
Erich Herrmann (Berlin, 1914. május 21. – Hamburg, 1989. április 13.) olimpiai- és világbajnok német kézilabdázó.
Részt vett az 1936. évi nyári olimpiai játékokon, amit Berlinben rendeztek. A kézilabdatornán játszott, amit a német válogatott meg is nyert. A csapat veretlenül lett bajnok és mindenkit nagy arányban győztek le.
Az 1938-as férfi kézilabda-világbajnokságon, amit szintén Németországban rendeztek meg, világbajnok lett.